# Ron Matthews
Ron Matthews foi baterista da banda inglesa Iron Maiden desde a sua formação original em 1975 até o início de 1977. Foi substituído provisoriamente por Thunderstick (Barry Graham), até o ingresso efetivo do baterista Doug Sampson.